# Restart (콘서트 투어)
《2024 KYUHYUN ASIA TOUR 'Restart'》는 대한민국의 음악 그룹 슈퍼주니어의 멤버 규현의 두 번째 콘서트 투어이다.

## 개요
2024년 1월 15일, 소속사 안테나뮤직은 각종 SNS를 통해 규현의 두번째 아시아 투어 일정을 공지하였고 11일 뒤인 26일에 팬클럽 선행 예매가 29일에는 일반 예매가 인터파크를 통해 진행되었다. 팬클럽 선행 예매를 통해 3회차의 티켓이 전석 매진되는 기록을 달성한 바 있으며 규현은 약 2개월간에 걸친 총 12회의 아시아 투어를 통해 약 2만 6천여명의 누적 관객을 기록하였다.

## 투어 일정
| 날짜            | 도시         | 국가       | 장소                        | 관객 동원    |
| --------------- | ------------ | ---------- | --------------------------- | ------------ |
| 2024년 3월 8일  | 서울         | 대한민국   | 블루스퀘어 마스터카드 홀    | 통산 4,500명 |
| 2024년 3월 9일  | 서울         | 대한민국   | 블루스퀘어 마스터카드 홀    | 통산 4,500명 |
| 2024년 3월 10일 | 서울         | 대한민국   | 블루스퀘어 마스터카드 홀    | 통산 4,500명 |
| 2024년 3월 30일 | 싱가포르     | 싱가포르   | 싱가포르 엑스포 홀 10       | 2,000명      |
| 2024년 4월 4일  | 홍콩         | 홍콩       | 아시아 월드 엑스포 홀 10    | 3,000명      |
| 2024년 4월 13일 | 쿠알라룸푸르 | 말레이시아 | 메가스타 아레나             | 3,000명      |
| 2024년 4월 23일 | 오사카       | 일본       | 오릭스 극장                 | 2,000명      |
| 2024년 4월 26일 | 요코하마     | 일본       | 파시피코 요코하마 국립대 홀 | 5,000명      |
| 2024년 5월 4일  | 타이베이     | 대만       | 신베이 박람회장             | 통산 5,000명 |
| 2024년 5월 5일  | 타이베이     | 대만       | 신베이 박람회장             | 통산 5,000명 |
| 2024년 5월 11일 | 방콕         | 태국       | MCC 홀                      | 2,000명      |
| 2024년 5월 18일 | 자카르타     | 인도네시아 | 테니스 인도어 세나얀        | 2,000명      |

## 세트 리스트
- Interlude : Restart -
- Dreaming

- Ment -
- 밀리언조각 (A Million Pieces)
- 천천히, 느리게 (Slow, Slowly)

- Ment -
- 사랑이었을까 (Was It Love)
- 애월리 (Aewol-ri)

- Ment -
- 你, 好不好?싱가포르, 홍콩, 쿠알라룸푸르[6]
- 국가별 배치곡

1. 너여서 그래 (Thanks To You)
2. Marigold일본 투어[7]
3. Blah Blah (TH)방콕
4. Mahalini자카르타[8]

- 국가별 배치곡

1. 우리 사랑 이대로 (Still Our Love Continue)
2. 至少還有你 + 原諒我[9]+ 新不了情홍콩, 쿠알라룸푸르, 5월 4일[10] / 想見你想見你想見你5월 5일[11]
3. 箒星 + Beautiful + 雪の華 + Terminal + Happy End일본 투어

- Ment -
- 운명[12]

- VCR #1 -
- 화려하지 않은 고백 (Confession Is Not Flashy)
- 그게 좋은거야 (Time With You)

- Ment -
- 깊은 밤을 날아서 (Flying, Deep In The Night)
- 투게더 (Together)
- 슈퍼주니어 Medley

1. Devil
2. Black Suit
3. Sorry, Sorry

- アイドル[13]

- Ment -
- 광화문에서 (At Gwangwamun)

- Ment -
- 내 마음을 누르는 일 (Daystar)
- 마지막 날에 (Moving On)

- Ment -
- 그렇지 않아 (The Story Behind)

- Encore -
- Restart
- 국가별 배치곡

1. 隱形遊樂場홍콩[14]
2. Bunga-Bunga Cinta쿠알라룸푸르[15]
3. 想見你想見你想見你5월 4일 / 新不了情5월 5일
4. ฝืนตัวเองไม่เป็น방콕[16]

- Rainbow

## 게스트
| 일정           | 게스트        |
| -------------- | ------------- |
| 2024년 5월 5일 | 아푸 (팔삼요) |

## 제작
- 주최 : 안테나뮤직
- 주관 : 모티브프로덕션